# Kościół Świętych Aniołów Stróżów w Cedrach Wielkich

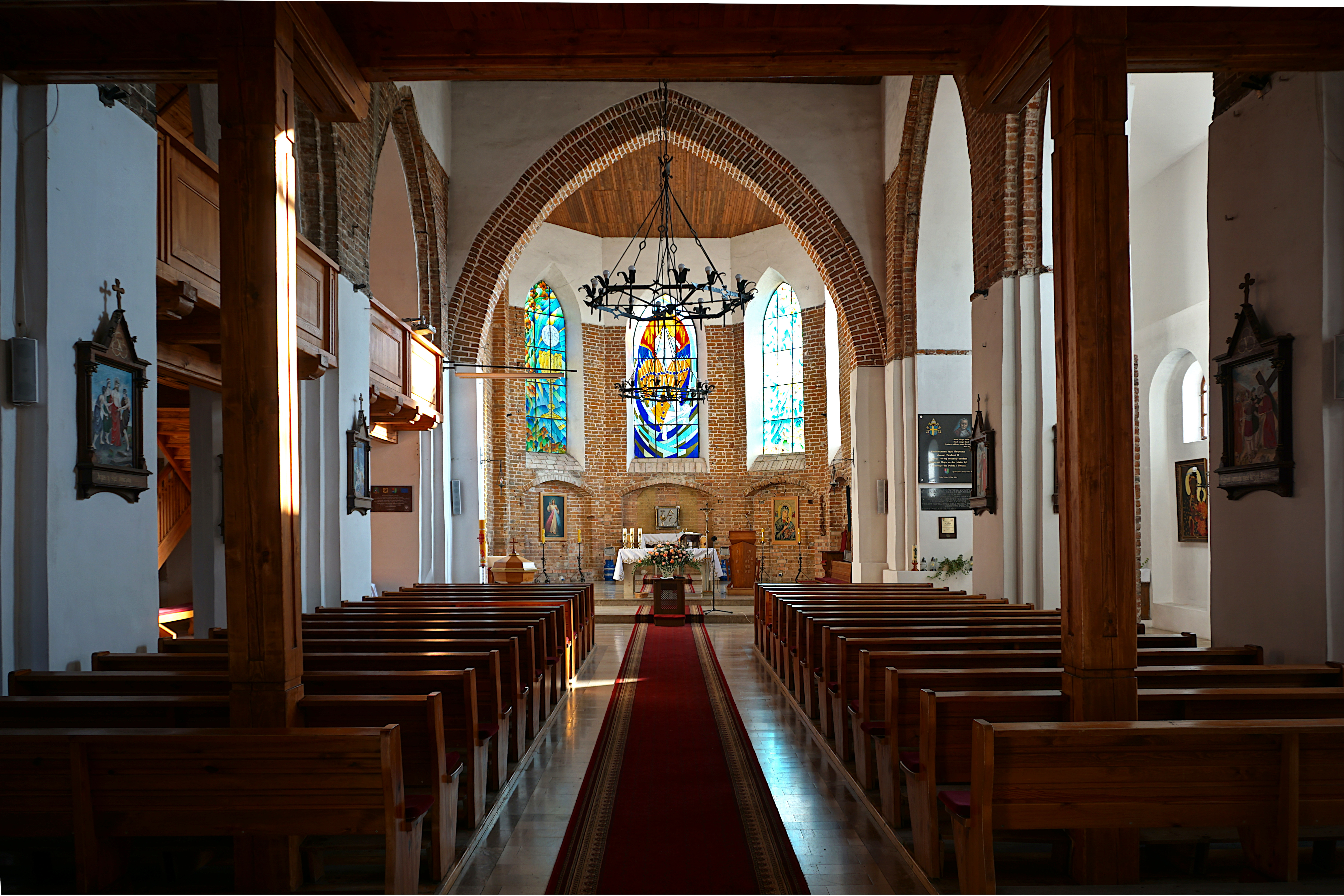
Wnętrze kościoła

Kościół Świętych Aniołów Stróżów – rzymskokatolicki kościół parafialny należący do parafii pod tym samym wezwaniem (dekanat Żuławy Steblewskie archidiecezji gdańskiej).
Jest to świątynia wzniesiona w połowie XIV wieku jako budowla salowa, czyli całość wnętrza było jednym pomieszczeniem zwieńczonym prezbiterium. W XV wieku budynek został rozbudowany do formy trzynawowej bazyliki – została dobudowana do niego wieża z murowaną dolną kondygnacją i drewnianą górną oraz dwie nawy boczne. Świątynia została spalona w rok po zakończeniu II wojny światowej. Dzięki zaangażowaniu mieszkańców Cedrów Wielkich została odbudowana w latach 80. XX wieku i poświęcona w 1987 roku. Wyposażenie kościoła jest współczesne. W 2010 roku do świątyni powrócił dzwon z XVII wieku, który został wywieziony ze wsi przez Wehrmacht w 1942 roku. Dzwon miał być przetopiony na cele wojenne. Odnalazł się po zakończeniu wojny na złomowisku w Hamburgu, następnie został przekazany jako depozyt świątyni pod wezwaniem świętego Piotra w Lubece. Władze Kościoła ewangelickiego za zgodą Ministerstwa Spraw Zagranicznych Republiki Federalnej Niemiec pożyczyły instrument parafii w Cedrach Wielkich, gdzie można go zobaczyć. W latach 2017–2018 były prowadzone prace remontowo – konserwatorskie świątyni w ramach projektu o nazwie: „Zachowanie wielokulturowego dziedzictwa Żuław poprzez wykonanie robót budowlanych, remontowych i konserwatorskich w obiektach zabytkowych i obiektach położonych na terenach objętych ochroną konserwatorską w gminach żuławskich oraz stworzenie spójnej oferty turystycznej promującej tożsamość Żuław”.